# NGC 4775
NGC 4775 é uma galáxia espiral (Scd) localizada na direcção da constelação de Virgo. Possui uma declinação de -06° 37' 22" e uma ascensão recta de 12 horas, 53 minutos e 45,9 segundos.
A galáxia NGC 4775 foi descoberta em 17 de Abril de 1784 por William Herschel.